# Южный край
«Ю́жный край» — газета, которая издавалась на русском языке в Харькове (Российская империя) с 1 декабря 1880 года по 1919 год. Издатели-редакторы — А. А. Иозефович, А. Н. Стоянов, И. А. Воронецкий, с 1910 г. — А. Н. Краснов и другие. В 1912—1917 гг. газета выходила дважды в день — утренним и вечерним выпусками. В 1894—1897 гг. выходило приложение «Спутник Южного края». В 1899—1917 годах отдельные номера выходили с «Иллюстрированным прибавлением».

## История

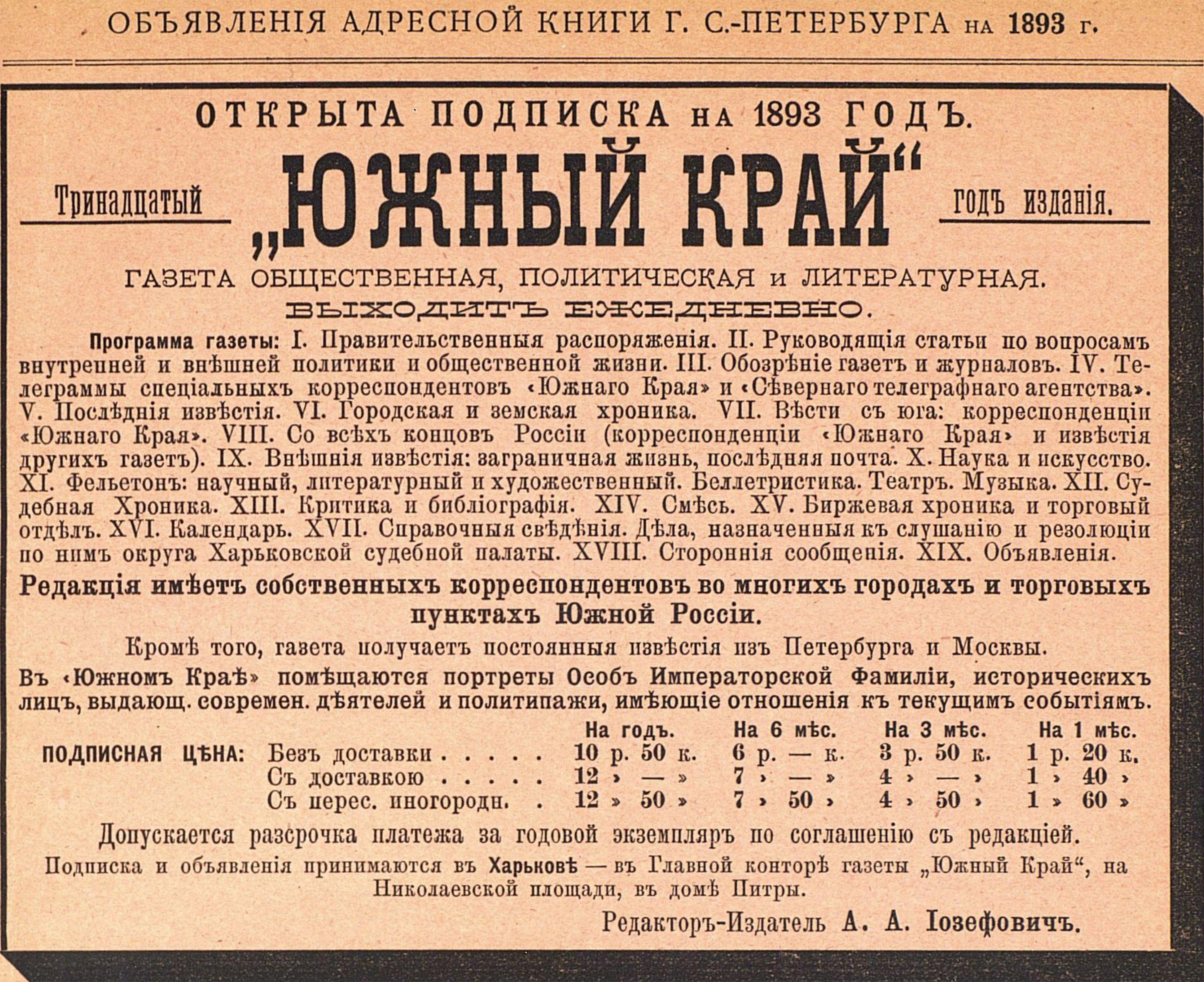
Реклама газеты, 1893 год.

В передовой статье первого номера провозглашалось: «Существенная задача южнорусской печати в настоящее время состоит в сближении разнородных общественных элементов. Отыскать лучших людей края, сплотить их и направить на главнейшие пункты научного и общественного труда — значит, поднять край в духовном и экономическом отношении». Поскольку 1881 год газета окончила с убытками в размере 22 тысяч рублей, её издатель и идейный вдохновитель Александр Александрович Иозефович вынужден был продать публичную библиотеку, возглавить редакцию, резко увеличить объём рекламы и опереться на консервативное направление в харьковской политической жизни.
«Южный край» был одной из крупнейших провинциальных газет в России. В конце 1890-х годов его тираж составлял от 2 до 5 тысяч экземпляров, после революции 1905—1907 годов — от 12 до 40 тысяч в день. По своему направлению «Южный край» примыкал к «Московским ведомостям» и противостоял более официальной и тоже крупной газете «Харьковские губернские ведомости».
К началу XX века газета не подвергалась предварительной цензуре, ежедневно выходила на 6—8 страницах, а в воскресенье — на 12 страницах. До половины и более её объёма в ней занимала реклама и объявления. Цена составляла 3 копейки.
«Южный край» является одним из ценнейших источников для изучения истории культуры и социально-экономического развития Харькова и Слобожанщины.

## Сотрудники
С 1882 года с газетой сотрудничал русский критик и писатель Юрий Николаевич Говоруха-Отрок.
В 1884 году в газете были опубликованы первые стихотворения русского поэта Скитальца.
Михаил Петрович Арцыбашев дебютировал в газете своим рассказом 27 января 1895 года.
Первый рассказ Аркадия Тимофеевича Аверченко «Как мне пришлось застраховать жизнь» появился в газете «Южный край» 31 октября 1903 года. С газетой Аверченко сотрудничал до своего переезда в Санкт-Петербург и начала издания самого популярного в России юмористического журнала «Новый Сатирикон».
С газетой сотрудничали также Николай Бекетов, Леонард Гиршман, Григорий Данилевский, Владимир Немирович-Данченко, Глеб Успенский, Николай Черняев.

## Здание типографии
В Харькове на улице Сумской, 13 сохранилось принадлежавшее Юзефовичу здание бывшей типографии газеты «Южный край», которое было построено по проекту академика Алексея Бекетова в 1903—1906 годах.
Здание на Сумской, 13, было после Октябрьской революции было занято большевиками. С 18 декабря 1918 года здесь работал Центральный Исполнительный Комитет Советов и заседало первое рабоче-крестьянское правительство Советской Украины. 
В январе-июне 1919 года в здании размещалась типография газеты «Известия Харьковского совета и губернского исполнительного комитета Совета Рабочих, Крестьянских и Солдатских депутатов». 
В июне-декабре 1919 года при Добровольческой армии типография была возвращена газете «Южный Край». При третьем приходе большевиков 12 декабря 1919 года в город газета была закрыта окончательно и позже в здании разместилась типография издательства «Соціалістична Харківщина».